# La storia del mondo
La storia del mondo è un singolo del cantautore italiano Nek, pubblicato il 19 aprile 2019 come secondo estratto dal quattordicesimo album in studio Il mio gioco preferito: parte prima.

## Video musicale
Il videoclip è stato pubblicato il 26 aprile 2019 sul canale YouTube della Warner Music Italy ed è stato girato a 360° gradi in varie zone di Milano.